# Phaonia albocalyptrata
Phaonia albocalyptrata är en tvåvingeart som beskrevs av Malloch 1920. Phaonia albocalyptrata ingår i släktet Phaonia och familjen husflugor. Inga underarter finns listade i Catalogue of Life.